# Atascosa County
Atascosa County je okres ve státě Texas v USA. Žije zde přibližně 49 tisíc obyvatel. Správním městem okresu je Jourdanton, největším městem pak Pleasanton. Celková rozloha okresu činí 3 200 km².